# Георг Петель
Георг Петель (нім. Georg Petel, бл. 1601, Баварія — січень 1635, Аугсбург ) — мандрівний різьб'яр і скульптор першої третини 17 ст., доби раннього бароко, німець за походженням.

## Життєпис
Точної дати народження не збережено. Зазвичай її розміщають на зламі 1601-1602 років. Народився у містечку Вейлхейм, за 40 кілометрів на західний південь від міста Мюнхен. Батько був столяром. Батьки рано померли, і син залишився сиротою. Місцевий столяр Бароломеус Штейнле став його опікуном і став його першим вчителем у ремеслі. Згодом юнак став помічником у майстерні мебляра Крістофа Ангермайєра у місті Мюнхен, де також засвоїв навички обробки слонової кістки. Екзотичний для Західної Європи матеріал був сировиною для ювелірних виробів. У юнака виявилися художні здібності, і він став майстром обробки слонової кістки.

## Початок вимушених мандрів
Початок вимушених мандрів молодого ремісника і різьбяра був обумовлений початком Тридцятирічної війни і її жахами. З німецьких князівств, де точилися головні битви, почалась еміграція. Німеччину вимушено покинули Йоахим фон Зандрарт, Йоган Лісс, Йоган Шенфельд. Серед емігрантів був і Георг Петель, що перебрався у Фландрію. У місті Антверпен на початку 1620-х років відбулась зустріч з лідером місцевих художників Пітером Паулем Рубенсом, що знав німецьку з дитинства. Представник стилю бароко, особа з помітною продуктивністю, Рубенс і його творчість справили сильне враження на німецького майстра. Згодилася і здатність Георга Петеля працювати зі слоновою кісткою. Місцеві майстри самі працювали з екзотичною сировиною, а частку ескізів для місцевих скульпторів створив і сам Рубенс.

## Перебування в Італії
Метою молодого митця стала Італія. Він дістався Італії через Францію. Прибув у Рим, що був тоді відомим центром стилю бароко і художньою школою для митців Західної Європи. В Римі старанно вивчав скульптуру античності і роботи сучасних йому майстрів. Серед знайомих цього періоду — фламандці Антоніс ван Дейк (художник) та Франсуа Дюкенуа (скульптор). Відомо, що Петель два роки (1622-1624) мешкав і працював у місті Генуя,де виконував замови багатіїв міста, головних споживачів аристократичного за спрямуванням мистецтва бароко. Представником аристократичного напрямку у бароко став і скульптор Георг Петель, що не полишав працювати з виробами зі слонової кістки. Майстерність її обробки сприяли його авторитету як одного з найкращих майстрів-ювелірів. Водночас він працював з деревиною і з бронзою як фаховий скульптор.
Саме Георг Петель працював над монумент Фердинандо І Медічі у місті Ліворно на площі Дарсена, де працював і скульптор-італієць П'єтро Такка. 1624 року він покинув Італію і знову прибув у Антверпен, де знову відвідав майстерню Рубенса.

## Останні роки
Наприкінці 1624 року він перебрався у Німеччину. Оселився у місті Аугсбург, де десятиліттями функціонував скульптурний та ювелірний центр німецьких князівств. Аугсбург міг забезпечити замовами і молодого ще тоді Петеля. Серед творів цього періоду — фонтанні скульптури, скульптури розіп'ятого Христа для церков, погруддя П.П. Рубенса, створене в стилі скульптур Лоренцо Берніні. 
Скульптор Петель помер у січні 1635 року на 34 році життя.

## Галерея обраних творів

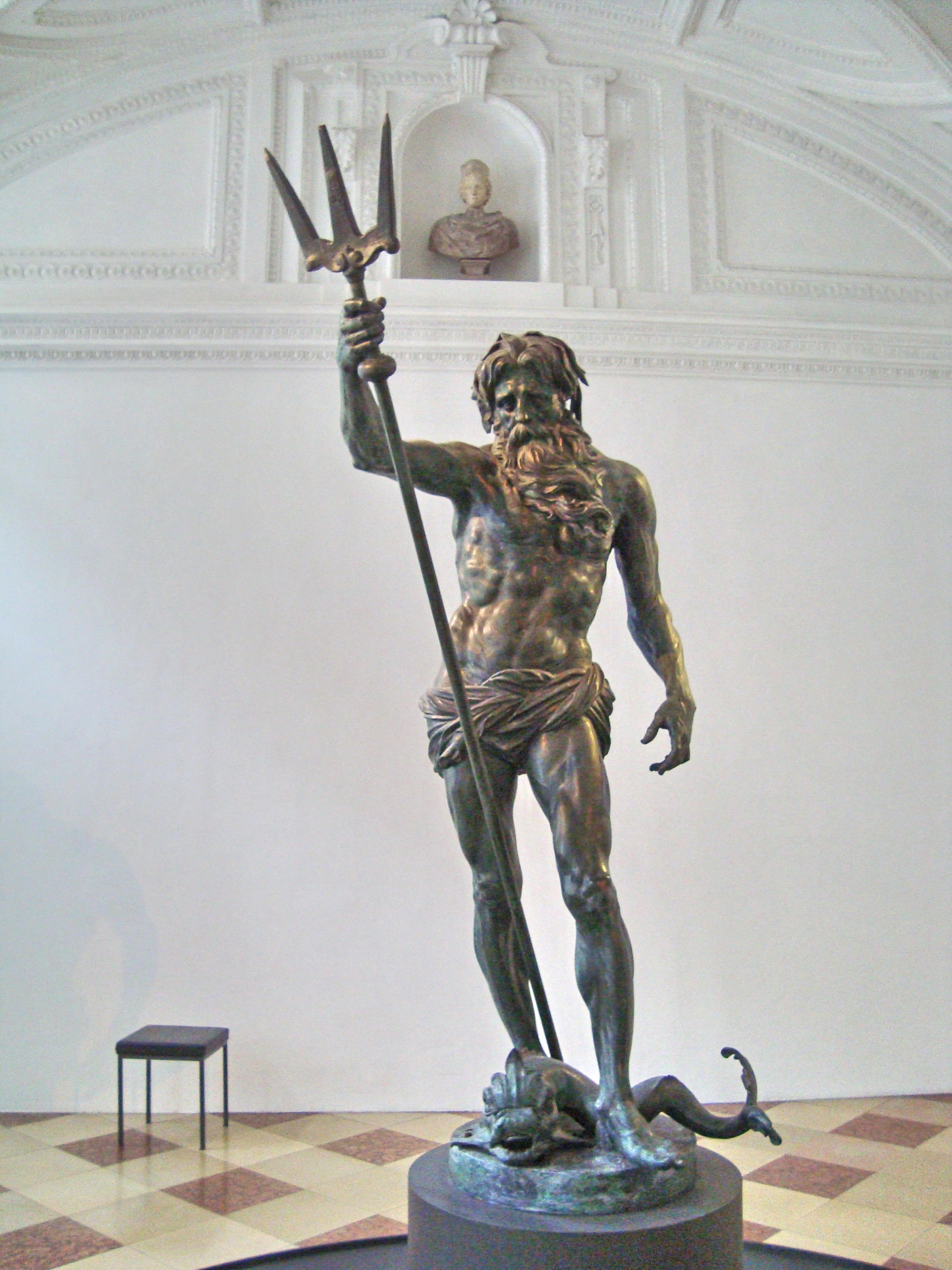
Георг Петель. «Нептун», фонтанна скульптура, бл. 1629 р.

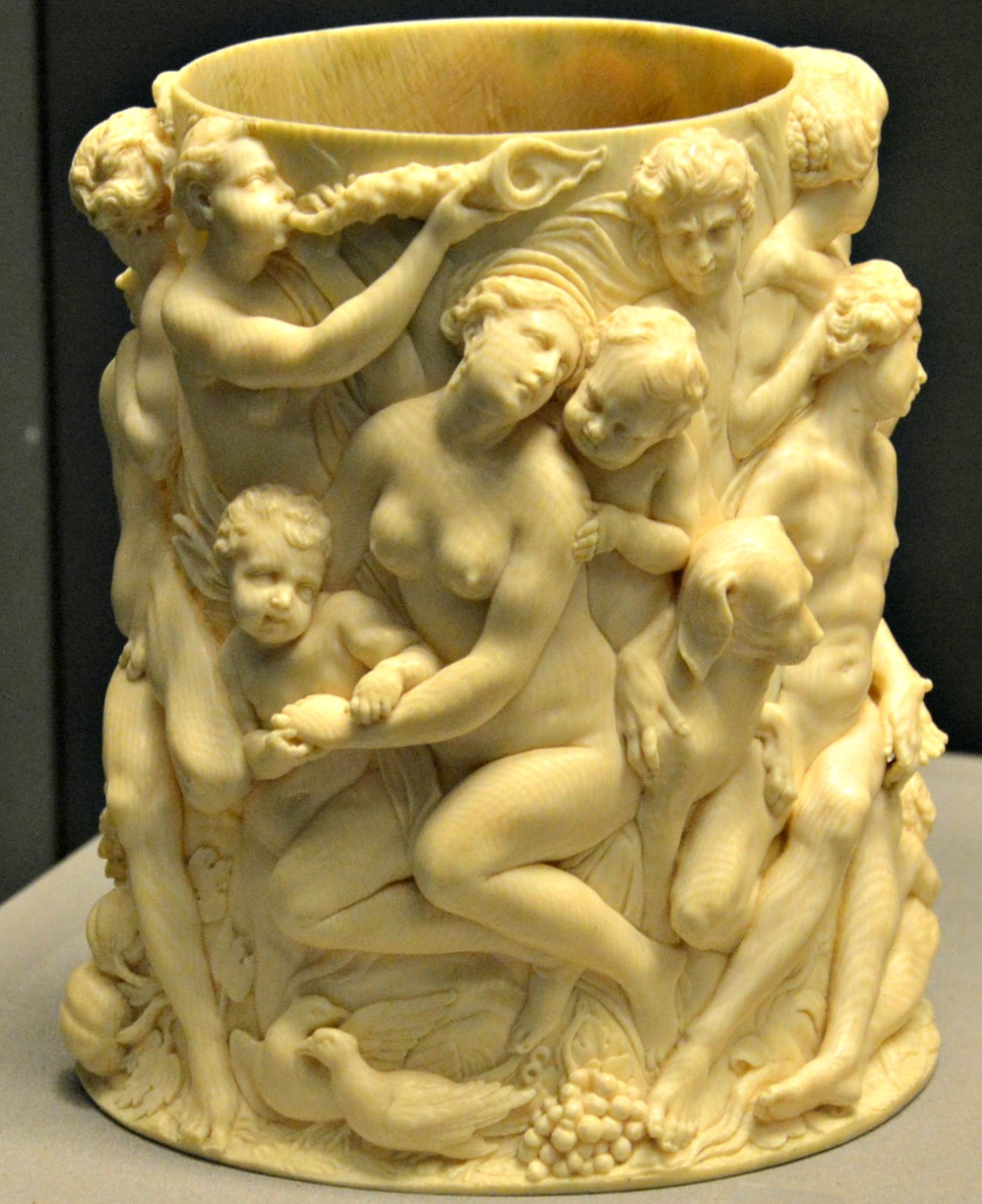
Георг Петель, кухлик зі сценою вакханалії, слонова кістка, різьба
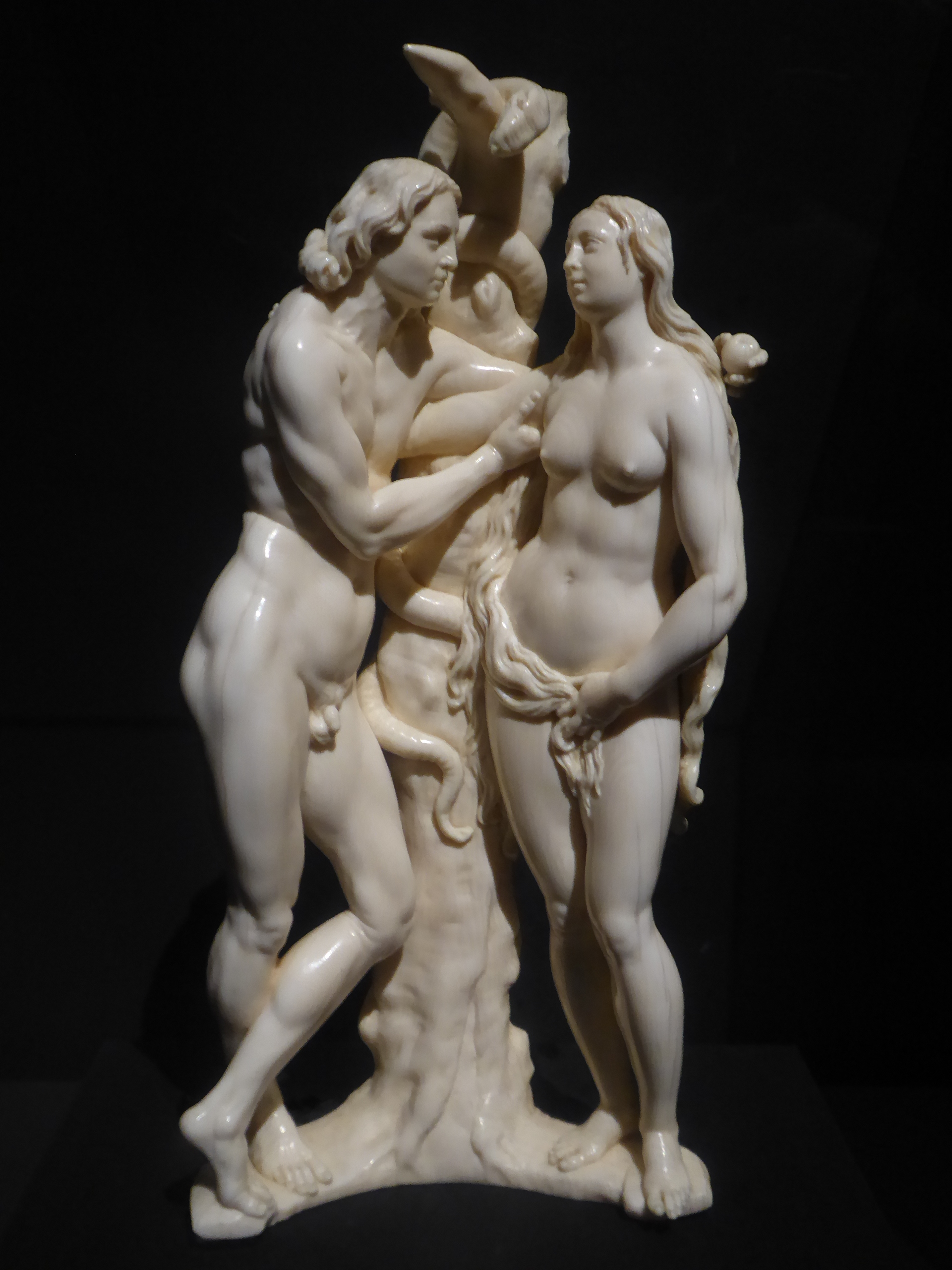
Георг Петель, «Гріхопадіння Адама і Єви». Будинок Рубенса, Антверпен.
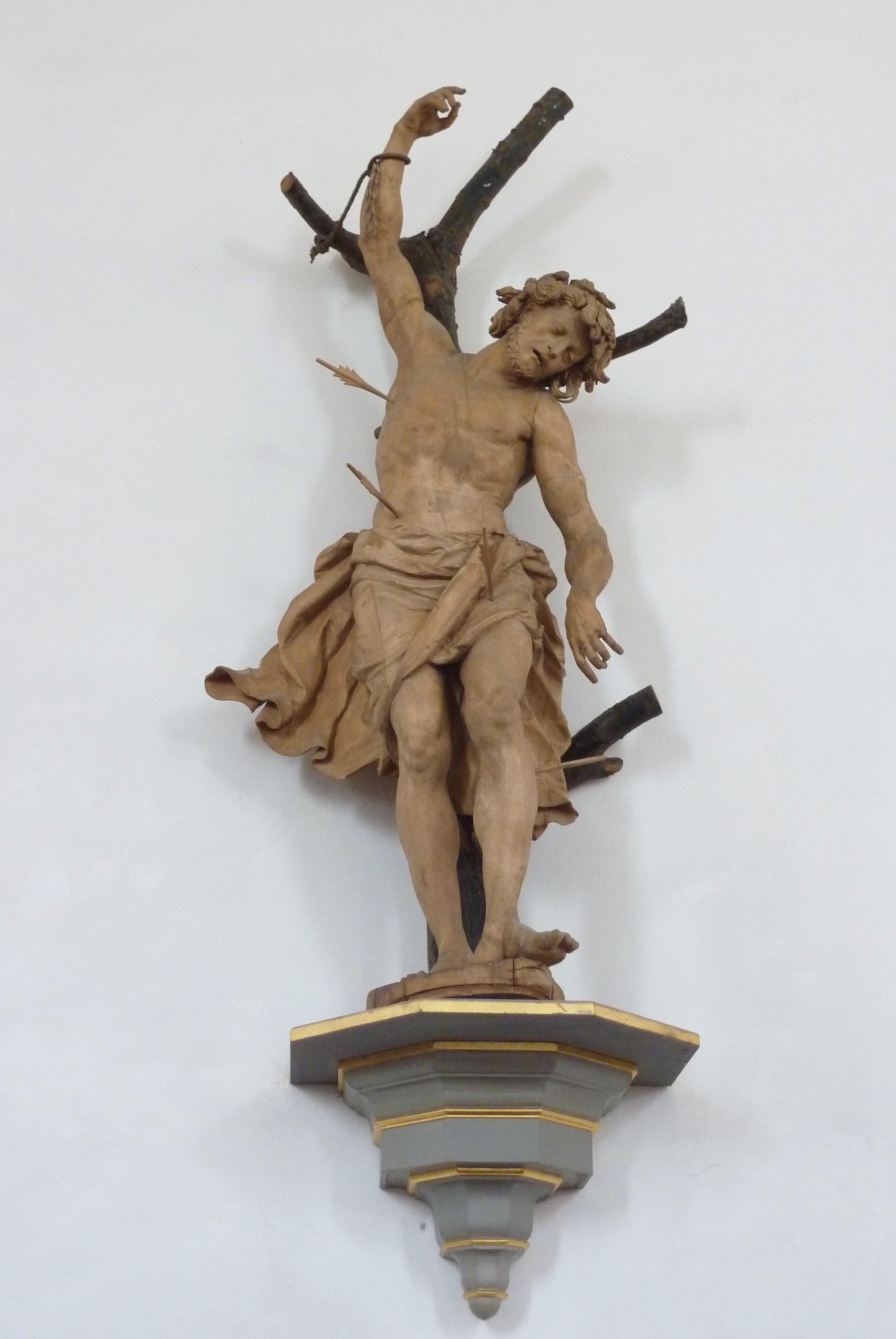
Георг Петель, «Мучеництво св. Себастьяна», деревина, церква св. Георгія у Айслінгені.
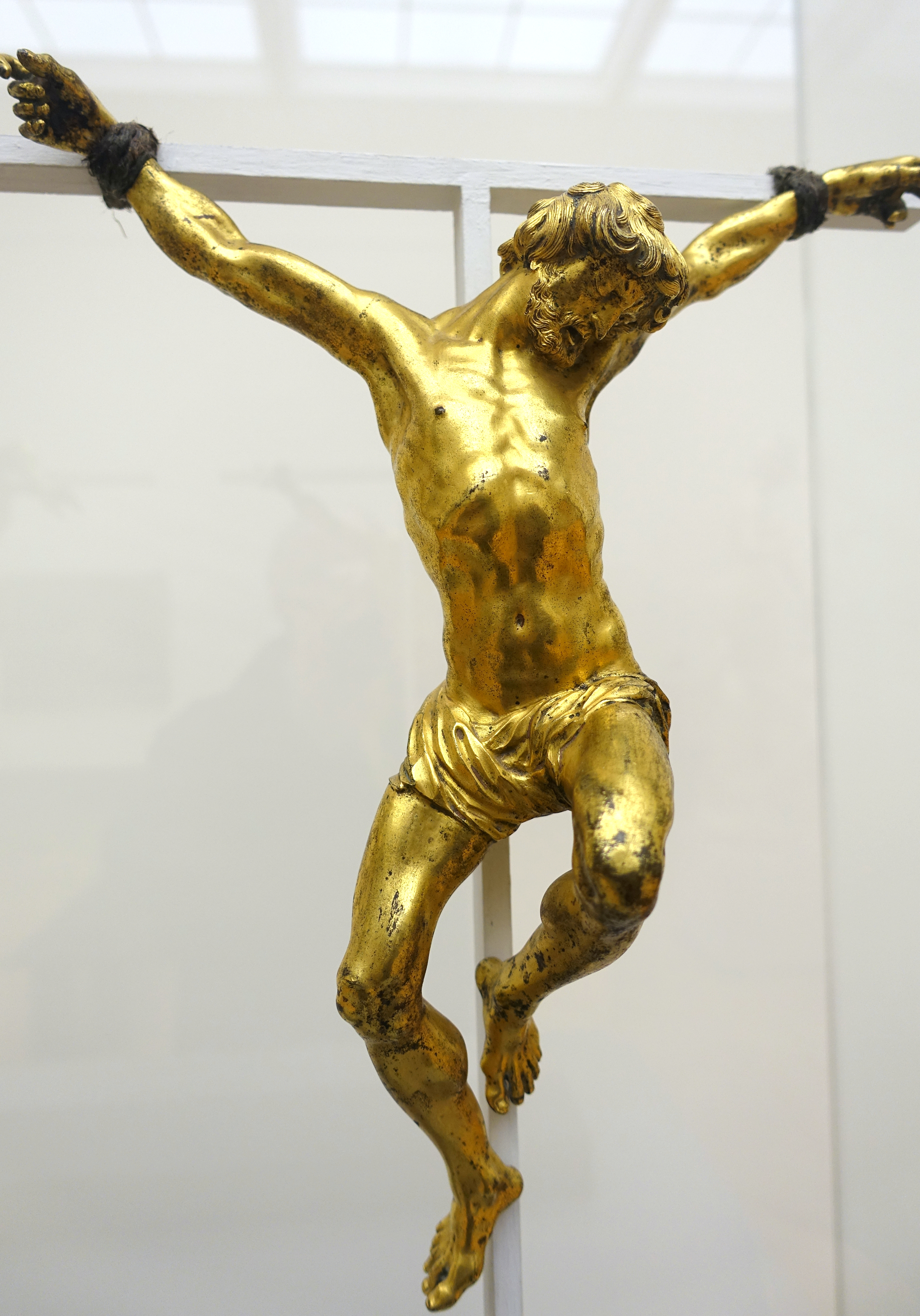
Георг Петель. Христос серед двох злодіїв з групи Голгофа, Боде Музей, Берлін.